# Byzantine and Modern Greek Studies
Byzantine and Modern Greek Studies – czasopismo naukowe wychodzące od 1975 roku w Birmingham. Wydawcą jest Centre of Byzantine, Ottoman and Modern Greek Studies w University of Birmingham. Publikowane są w nim artykuły dotyczą Bizancjum i neogrecystyki.